# Viện kiểm sát nhân dân cấp cao tại Thành phố Hồ Chí Minh
Viện kiểm sát nhân dân cấp cao tại Thành phố Hồ Chí Minh (Viện cấp cao 3) là Viện kiểm sát nhân dân cấp cao tại Việt Nam có trụ sở tại Thành phố Hồ Chí Minh có phạm vi thẩm quyền theo lãnh thổ đối với  23 tỉnh, thành phố trực thuộc trung ương, gồm: Thành phố Hồ Chí Minh, Cần Thơ, Bình Thuận, Ninh Thuận, Đồng Nai, Bà Rịa – Vũng Tàu, Bình Dương, Bình Phước, Long An, Tây Ninh, Đắk Nông, Lâm Đồng, Hậu Giang, Đồng Tháp, Tiền Giang, Bến Tre, Trà Vinh, Vĩnh Long, Sóc Trăng, Bạc Liêu, Cà Mau, An Giang, và Kiên Giang. Viện kiểm sát nhân dân cấp cao tại Thành phố Hồ Chí Minh chính thức hoạt động từ ngày 1 tháng 6 năm 2015.

## Lịch sử và tổ chức
Ngày 28 tháng 5 năm 2015, Viện kiểm sát nhân dân cấp cao được thành lập theo quyết định số 953/NQ-UBTVQH13 của Ủy ban thường vụ Quốc hội Việt Nam khóa 13. Bước đầu có ba Viện kiểm sát nhân dân cấp cao được thành lập tại Hà Nội, Thành phố Hồ Chí Minh, Đà Nẵng.
Tháng 9 năm 2015, Ủy ban Kiểm sát gồm 8 thành viên là các kiểm sát viên cao cấp: Nguyễn Văn Quảng - Viện trưởng, Võ Văn Thêm (Phó viện trưởng), Nguyễn Thanh Sơn (Phó viện trưởng), Lê Xuân Hải (Phó viện trưởng), Nguyễn Thế Thành (Phó viện trưởng), Nguyễn Văn Tùng, Đỗ Đức Vĩnh, và Võ Chí Thiện.

## Trụ sở chính
Trụ sở: 268 Võ Chí Công, phường Cát Lái, thành phố Thủ Đức, thành phố Hồ Chí Minh

## Các đơn vị trực thuộc

### Văn phòng
Văn phòng Viện kiểm sát nhân dân cấp cao tại Thành phố Hồ Chí Minh gồm các phòng sau:
1. Phòng Tham mưu tổng hợp, Thống kê và Công nghệ thông tin (gọi tắt là Phòng tổng hợp).
2. Phòng Hành chính, Quản trị và Tài vụ (gọi tắt là Phòng Hành chính).
3. Phòng Tổ chức cán bộ, Thanh tra và Thi đua khen thưởng (gọi tắt là Phòng Tổ chức).
4. Phòng Tiếp dân và xử lý đơn.

### Viện Thực hành quyền công tố và kiểm sát xét xử các vụ án hình sự
Viện Thực hành quyền công tố và kiểm sát xét xử các vụ án hình sự (gọi tắt là Viện 1) gồm 3 phòng:
1. Phòng Thực hành quyền công tố và kiểm sát xét xử phúc thẩm án an ninh, ma túy, trật tự xã hội và án khác (gọi tắt là Phòng THQCT & KSXX phúc thẩm 1).
2. Phòng Thực hành quyền công tố và kiểm sát xét xử phúc thẩm án kinh tế, tham nhũng và chức vụ (gọi tắt là Phòng THQCT & KSXX phúc thẩm 2).
3. Phòng Thực hành quyền công tố và kiểm sát xét xử giám đốc thẩm, tái thẩm các vụ án hình sự (gọi tắt là Phòng THQCT & KSXX giám đốc thẩm, tái thẩm).

### Viện kiểm sát việc giải quyết các vụ, việc dân sự, hôn nhân và gia đình
Viện Kiểm sát việc giải quyết các vụ án vụ, việc dân sự, hôn nhân và gia đình (gọi tắt là Viện 2) gồm có 2 phòng:
1. Phòng Kiểm sát giải quyết án phúc thẩm.
2. Phòng Kiểm sát giải quyết án giám đốc thẩm, tái thẩm.

### Viện kiểm sát việc giải quyết các vụ án vụ hành chính
Viện kiểm sát việc giải quyết các vụ án vụ hành chính (gọi tắt là Viện 3) gồm 2 phòng:
1. Phòng Kiểm sát giải quyết án phúc thẩm.
2. Phòng Kiểm sát giải quyết án giám đốc thẩm, tái thẩm.

### Viện kiểm sát việc giải quyết các vụ án vụ, việc kinh doanh thương mại, lao động
Viện kiểm sát việc giải quyết các vụ án vụ, việc kinh doanh thương mại, lao động (gọi tắt là Viện 4) gồm 2 phòng:
1. Phòng Kiểm sát giải quyết án phúc thẩm.
2. Phòng Kiểm sát giải quyết án giám đốc thẩm, tái thẩm.

## Lãnh đạo đương nhiệm
- Viện trưởng: Lê Đức Xuân
- Các Phó Viện trưởng:
  1. Lê Xuân Hải
  2. Lâm Quang Trường (từ 1/1/2017)[5]
  3. Nguyễn Văn Tùng
  4. Phạm Đình Cúc
  5. Huỳnh Văn Ri (từ 15/4/2022)[6]
- Viện trưởng Viện thực hành quyền công tố và kiểm sát xét xử án hình sự:
- Viện trưởng Viện việc giải quyết các vụ, việc dân sự, hôn nhân và gia đình: Đỗ Đức Vĩnh
- Viện trưởng Viện kiểm sát việc giải quyết các vụ án hành chính: Võ Chí Thiện
- Viện trưởng Viện kiểm sát việc giải quyết các vụ, việc kinh doanh – thương mại – lao động: Phạm Văn Thọ
- Chánh văn phòng: Huỳnh Thị Ngọc Hoa

## Ủy ban kiểm sát
1. Nguyễn Đình Trung, Viện trưởng
2. Nguyễn Thanh Sơn, Phó viện trưởng
3. Lâm Quang Trường, Phó viện trưởng
4. Nguyễn Thế Thành, Phó viện trưởng
5. Nguyễn Văn Tùng, Phó viện trưởng
6. Đỗ Đức Vĩnh, Viện trưởng Viện 2
7. Võ Chí Thiện, Viện trưởng Viện 3
8. Nguyễn Đức Thái, Phó viện trưởng

## Lãnh đạo qua các thời kỳ

### Viện trưởng
- Nguyễn Văn Quảng (15 tháng 6 năm 2015 – 1 tháng 6 năm 2017) [7]

### Phó Viện trưởng
- Lê Xuân Hải, Viện phó đến tháng 12 năm 2016, nguyên Viện phó Viện phúc thẩm 3, Viện kiểm sát nhân dân tối cao, nguyên Trưởng phòng 1 Viện kiểm sát nhân dân Thành phố Hồ Chí Minh[8] Lê Xuân Hải hiện là Viện trưởng VKSND tỉnh An Giang.[9]
- Võ Văn Thêm, sinh năm 1958,[10] nghỉ hưu từ 30/11/2018[11]
- Nguyễn Thanh Sơn